# Бистрица (притока Одре)
Бистрица (пољски - Bystrzyca изговара се Бистжица) је река у југозападној Пољској. Бистрица је лева притока Одре.
Њен извор налази се код села Лешчињец (Leszczyniec). Извор се налази на надморској висини од око 630 m надморске висине. Ушће реке је у граду Вроцлаву, на надморској висини од 105 метара.
Дужина реке износи око 95 километтара. Површина слива је 1768 km².
Притоке Бистрице:
- Валимка (Walimka)
- Косажевка (Kosarzewka)
- Лекавица (Łękawica)
- Млиновка (Młynówka)
- Пилава (Piława)
- Подолшчина (Podolszyna)
- Рогозовка (Rogozówka)
- Рињка (Ryńka)
- Стабловка (Stabłówka)
- Становка (Stanówka)
- Стжегомка (Strzegomka)
- Чарна Вода или Црна Вода (Czarna Woda)